# Alopecosa atypica
Alopecosa atypica là một loài nhện trong họ Lycosidae.
Loài này thuộc chi Alopecosa. Alopecosa atypica được A. V. Ponomarev miêu tả năm 2008.